# Вінярський Михайло Борисович
Віня́рський Миха́йло Бори́сович (нар. 21 листопада 1912, Бобринець — 30 березня 1977) — український радянський кінорежисер, лауреат премії імені М. Ломоносова.

## Біографія
Народився 21 листопада 1912 у місті Бобринці. У 1935 році закінчив режисерський факультет ВДІКу (майстерня Сергія Ейзенштейна).
1935 року на практиці у знімальній групі «Аерограду» під рукою Олександра Довженка.
Навчання у Довженка тривало й після закінчення ВДІКу — Михайло Вінярський потрапив до режисерської лабораторії на Київській кінофабриці (РЛККФ). 1936 найбільш підготовлені режисери-лаборанти Вінярський та Ю.Солнцева отримали право на постановку першої повнометражної художньої картини — «Висунська республіка»; згодом зйомки цього фільму були унеможливлені.
До 1941 року і після війни працював на Київській студії художніх фільмів, з 1954 року — на Одеській кіностудії. З 1962 року — режисер Київської студії науково-популярних фільмів.

Могила Михайла Вінярського

Помер на 65-му році життя 30 березня 1977 року. Похований в Києві на Берковецькому кладовищі (ділянка № 28, 50°29′48.85″ пн. ш. 30°23′28.20″ сх. д. / 50.4969028° пн. ш. 30.3911667° сх. д.).

## Творчість
Працював в ігровому й документальному кінематографі. Зняв фільми:
- «Аероград» (як режисер-практикант, 1935);
- «Тінь біля пірсу» (1955);
- «Координати невідомі» (1957);
- «Мрії здійснюються» (1959).
- «Вирок виносить історія» (1963);
- «Шлях до одного гола» (1965);
- «Шлях до антиречовини» (1966);
- «Техніка безпеки на залізницях» (1968);
- «Воді бути чистою» (1974).